# 33 minutos
33 minutos es el primer capítulo de la primera temporada de Battlestar Galactica (2003). Ambientado inmediatamente después de los eventos de la miniserie de 2003, "33" sigue a Galactica y su flota civil mientras se ven obligados a lidiar con la constante persecución Cylon durante días sin dormir; se ven obligados a destruir finalmente una de sus propias naves para frustrar a los Cylons y ganar su primer respiro de la serie.
El episodio fue escrito por el creador de la serie Ronald D. Moore y el debut como director de televisión de Michael Rymer. Moore y el productor ejecutivo David Eick tomaron la decisión de ubicar este episodio como el primero de la temporada debido a su potencial impacto en la audiencia. "33" distinguió los temas de la nueva serie Battlestar Galactica al seguir a los personajes en las naves espaciales, en los planetas que huyeron y en las mentes de otros personajes. La atención al detalle prevaleció en este primer episodio; el equipo de producción, el equipo de edición e incluso los propios actores se esforzaron por lograr la autenticidad de representaciones y momentos específicos.
Aunque hubo concesiones debido a las preocupaciones de que el episodio fuera demasiado oscuro para el público, el episodio fue elogiado tanto por el elenco como por el equipo, además de ganar el Premio Hugo 2005 a la Mejor Presentación Dramática, Formato Corto . "33" se emitió originalmente en Sky One en el Reino Unido el 18 de octubre de 2004, y posteriormente se emitió en Sci Fi Channel en los Estados Unidos el 14 de enero de 2005, junto con el siguiente episodio "Water".

## Argumento
Los humanos son atacados cada 33 minutos por los cylons, y tras 5 días, la desmoralización es absoluta. La sospecha de que una nave, el Olympic Carrier, ha sido tomada por los cylons obliga a Roslin y Adama a tomar difíciles decisiones.

## Lanzamiento y recepción
"33" se emitió por primera vez en el Reino Unido el 18 de octubre de 2004,  y en los Estados Unidos el 14 de enero de 2005,  casi tres meses después. Los espectadores del Reino Unido obligaron a los fanáticos de Battlestar Galactica de los EE. UU. a copiar ilegalmente el episodio, a través de BitTorrent, a pocas horas de su emisión en Sky One.  A partir de mayo de 2009, "33" se lanzó tres veces en video doméstico como parte de los conjuntos recopilados de la primera temporada; el 26 de julio de 2005 como una exclusiva de Best Buy, nuevamente el 20 de septiembre de 2005 y finalmente como un conjunto de HD DVD el 4 de diciembre de 2007. El episodio también se lanzó el 28 de julio de 2009 como parte del conjunto de videos domésticos de toda la serie tanto en DVD como en Blu-ray. 
Tanto el creador de la serie, Ronald D. Moore, como la estrella Jamie Bamber (Lee Adama) afirman que "33" es su episodio favorito. Bamber lo describió como "... el episodio perfecto de Battlestar Galactica". Al enfatizar los aspectos oscuros, crudos y de pesadilla del episodio, el actor sintió que era un microcosmos de la serie en su conjunto.  En entrevistas con Wired UK y Los Angeles Times, Moore opinó que el episodio subvirtió las expectativas de los espectadores y fue una "forma fantástica de comenzar ese primer año". 
"33" ganó el Premio Hugo 2005 a la Mejor Presentación Dramática, Formato Corto,  y obtuvo una calificación de 2.6 en la escala Nielsen, atrayendo a 3.1 millones de espectadores y convirtiéndolo en el programa número dos en cable (8pm–11pm).  En el sitio web Television Without Pity, la revisión del personal calificó el episodio con una "A+", mientras que (a noviembre de 2010) 546 de sus lectores le otorgaron una calificación promedio de "B".  Los "10 momentos más dramáticos de los '00" del New York Post incluyeron a "33" en su puesto número 10, describiéndolo como el episodio de estreno de "un programa de ciencia ficción con mucho en juego y agallas serias".